# María Isabel Lozano Moral
María Isabel Lozano Moral (Torredonjimeno, 28 de junio de 1972) es una política española perteneciente al PP, fue Delegada del Gobierno andaluz en Jaén.

## Biografía
Estudió derecho en la Universidad de Valencia. Tras regresar de la capital del Turia, comienza a trabajar en el bufete del histórico dirigente popular provincial Miguel Ángel García Anguita. En 2008 relevó a Jaime Hermoso en la presidencia local del partido y en 2011 fue la candidata a la alcaldía de su pueblo en las municipales de mayo. Contra todo pronóstico gana las elecciones y tras parecer que no conseguiría gobernar finalmente y a última hora IU se echa atrás y decide no pactar con Juan Eugenio Ortega (candidato socialista) permitiendo así que sea proclamada alcaldesa de Torredonjimeno, la segunda mujer en ocupar ese cargo (la primera tras vencer electoralmente). Tras las elecciones municipales de 2015 repite triunfo electoral pero un pacto entre Juan Ortega (IU) y Manuel Anguita (PSOE) la dejaron sin alcaldía. Tras esto fue nombrada por Juanma Moreno presidenta del Ágora Rural del  PP-A, a la vez que se mantiene como portavoz del grupo municipal popular en la oposición. En noviembre de 2017 deja la corporación municipal, tras haber sido nombrada vicesecretaria de política municipal y desarrollo rural en la ejecutiva autonómica del PP. En las elecciones autonómicas de 2018 encabezó la lista del PP por Jaén, logrando acta como diputada regional, aunque renunció a ésta el 5 de febrero de 2019 tras haber sido nombrada nueva Delegada del Gobierno de la Junta en Jaén, en sustitución de la socialista Ana Cobo; tomó posesión de su nuevo cargo el 7 de febrero.